# Chie Ishii
Chie Ishii (石井 千恵 Ishii Chie?) (5 de abril de 1983) es una luchadora profesional retirada japonesa, conocida principalmente por su trabajo en HUSTLE.

## Carrera
Chie practicó lucha amateur durante sus años en la escuela superior de Nagano, llegando a terminar en el tercer puesto en la Junior Olympic Cup, que se realizaba a nivel nacional. En 2006, tras graduarse en la universidad Shigakkan, Ishii fue contratada por Dream Stage Entertainment, empresa que dominaba el panorama de las artes marciales mixtas (MMA) en Japón, y gracias a ello, participó en la Wrestle Expo 2006, tomando parte en un combate de MMA contra Miyuki Ariga en el que resultó vencedora. El mismo año, en octubre, Ishii debutó en HUSTLE, una compañía de lucha libre profesional propiedad de DSE.

### HUSTLE (2006-2009)
En 2006, Ishii se incorporó a HUSTLE como una nueva integrante del stable face HUSTLE Army, bajo el nombre artístico de \(^o^)/ Chie (＼(^o^)／チエ Banzai Chie?). En Japón, \(^o^)/ es un emoticono femenino que significa "Banzai", y esto fue usado para resaltar la determinación y valentía de Chie, quien no temía enfrentarse a oponentes masculinos a pesar de la inferioridad física. Comúnmente, Ishii llevaba atuendo rojo y un peinado similar a cuernos de diablo, y su estilo de lucha mostraba rasgos de su pasado en la lucha amateur. 
Al inicio de su carrera, se unió a KUSHIDA como los aprendices de TAJIRI, aunque no consiguió tanto éxito como su compañero. Chie entró en un feudo con Giant Vabo, pero éste siempre se mostraba capaz de derrotarla, a pesar de que Ishii se alió con Hitomi Kaikawa para combatirle. A mediados de 2007 TAJIRI, KUSHIDA & Chie comenzaron a conseguir múltiples victorias en combates en parejas y en tríos contra miembros del stable heel Takada Monster Army, entrando en una enemistad con Aka Onigumo, Ao Onigumo & Enji Onigumo, y llegando a derrotar a Tokyo Gurentai (NOSAWA Rongai, MAZADA & TAKEMURA) en una de sus luchas triples.
En enero de 2009, Chie formó un tag team con su kohai KG, pero el dúo entró en confrontación en su primer combate en parejas después de que KG asestase accidentalmente una patada en la cabeza a Chie. La riña les causó una derrota en su siguiente combate cuando Ishii rompió el equipo debido a una falta de sincronización entre ambas y atacó a KG. Enfrentadas ahora, Chie se vengó derrotándola con facilidad en una lucha individual, pero KG ganaría el siguiente combate entre ellas; su esfuerzo impresionó a Chie, de modo que ella y KG se reconciliaron. La misma noche, Chie anunció que se retiraba para casarse. Su retiro se hizo efectivo en el evento posterior, donde Ishii luchó con su maestro TAJIRI en un combate que se acabaría convirtiendo en una lucha por equipos cuando el Takada Monster Army intervino. El equipo de Chie ganó la batalla, terminando así la ceremonia de despedida, y días después, Chie fue liberada de su contrato.

## En lucha

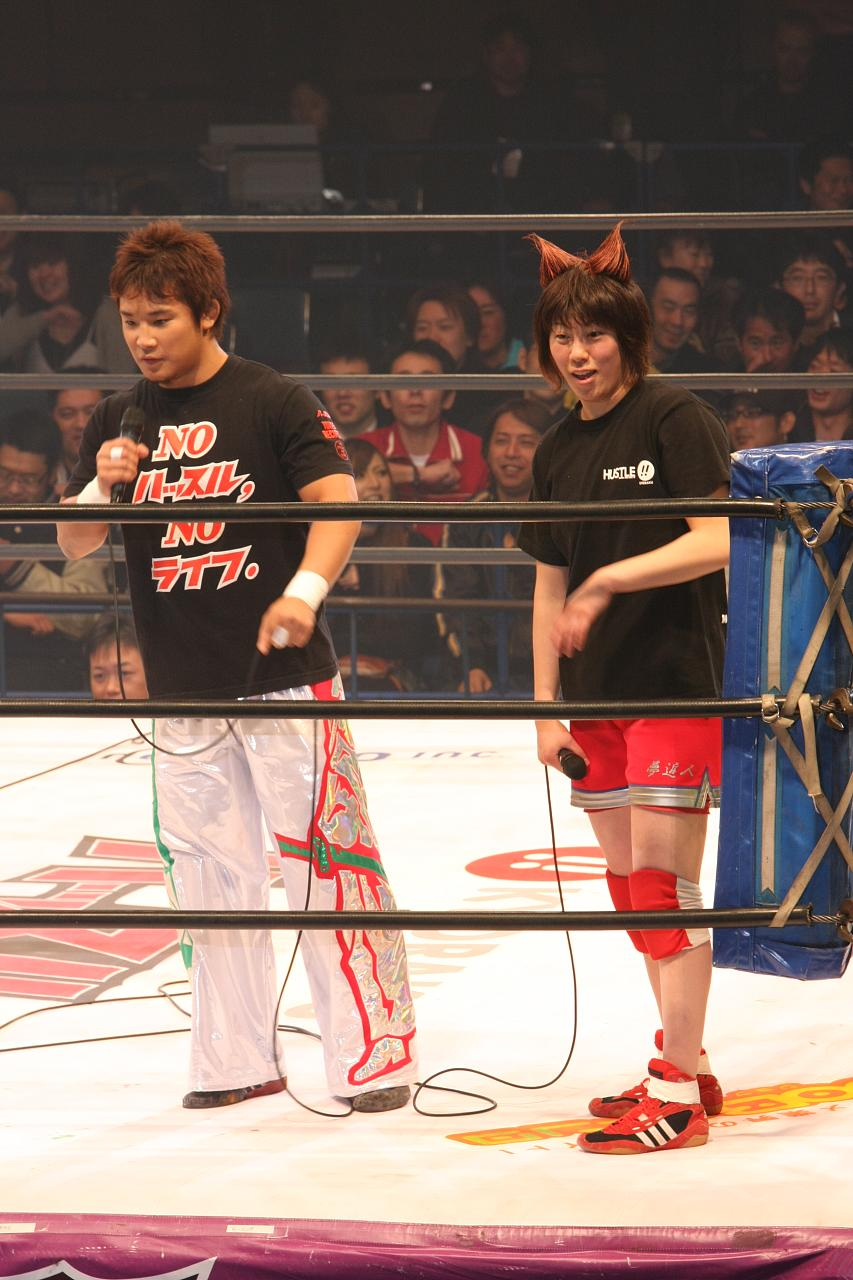
KUSHIDA (izquierda) y Chie (derecha) en un evento de HUSTLE.

- Movimientos finales
  - \(^o^)/ Press[3] (Corner slingshot splash)
  - \(^o^)/ Headbutt[4] (Running headbutt)
  - Sleeper hold[1]

- Movimientos de firma
  - Bodyscissors
  - Cross armbar
  - Diving plancha
  - Dropkick
  - Front kick[1][2]
  - Legsweep
  - Scoop slam
  - Seated Boston crab[2]
  - Small package[1][2]
  - Spear
  - Triangle choke

- Managers
  - TAJIRI
  - Hitomi Kaikawa

## Récord en artes marciales mixtas
| Resultado | Récord | Oponente     | Método          | Evento                       | Fecha                | Ronda | Tiempo | Localización | Notas |
| --------- | ------ | ------------ | --------------- | ---------------------------- | -------------------- | ----- | ------ | ------------ | ----- |
| Victoria  | 1-0    | Miyuki Ariga | TKO (puñetazos) | G-Shooto - Wrestle Expo 2006 | 19 de agosto de 2006 | 1     | 4:38   | Tokio, Japón |       |